# Myszkin
Myszkin (ros. Мышкин) - miasto (1777–1927 i 1991) w Środkowej części Rosji, w obwodzie jarosławskim.
Miasto położone na lewym brzegu Wołgi, naprzeciwko rzeki Juchot'.

## Historia
Myszkin był wspominany w XV wieku jako wieś (później słoboda). Pod koniec XV - połowie XVI w. należał do książąt Uszatych. W drugiej połowie XVI wieku został częścią księstwa juchockiego. W 1777 r. Myszkin otrzymał prawa miejskie. W XIX wieku miasto było znaczącym centrum hurtowym: masła, jajek, chleba i tkanin, przywożonych z Petersburga.
W 1927 roku miastu zostały odebrane prawa miejskie, które przywrócono mu w 1991 r.
Uważa się, że nazwa miasta pochodzi od myszy. Według legendy, pewien książę odpoczywający na brzegu rzeki Wołgi obudził się, ponieważ przed jego twarzą przebiegła mysz. Początkowo był zły, ale potem zorientował się, że mysz uratowała go przed podpełzającym wężem.

## Inne
Myszkin to także nazwisko tytułowego Idioty, księcia Lwa Nikołajewicza z powieści Fiodora Dostojewskiego.